# Pilebladet pære
Pilebladet pære (Pyrus salicifolia) er et mellemstort, løvfældende træ med en stivgrenet, afrundet krone. Bladene er pileagtige og grålige med hvid underside. Blomsterne er hvide og pærerne er - selv ved modenhed - uspiselige. På grund af det egenartede, grå løv og en meget rig blomstring, bruges træet en del i haver og parker.

## Kendetegn
Pilebladet pære er et mellemstort, løvfældende træ med en stivgrenet, afrundet krone og overhængende grene. Barken er først lysegrå og tæt håret, men snart bliver den hårløs og mørkere grå. Gamle grene og stammen kan få en bark, som er grå og opsprækkende i smalle furer. Knopperne er spedtstillede, grå og buttet kegleformede. Bladene er pileagtige, dvs. smalt elliptiske med fint takket rand. Oversiden er grå, men senere mat mørkegrøn, mens undersiden er lysegrå eller næsten hvid. Høstfarven er gulgrå. Blomstringen foregår i april-maj, hvor man finder blomsterne siddende samlet i små halvskærme på krogede dværgskud. De enkelte blomster er 5-tallige og regelmæssige med hvide kronblade. Frugterne er stenhårde, runde pærer.
Rodsystemet er højtliggende og vidt udbredt. Frugterne er hårde og smagen er sammensnerpende. Træet er meget sårbart overfor Ildsot, en dødelig bakteriesygdom.
Træer bliver ca. 10 m i højden og nogenlunde det samme i kronediameter, men under dyrkning i Nordeuropa dog ofte kun det halve. Årstilvæksten er ca. 20 cm både i højden og bredden

## Hjemsted
Pilebladet pære hører naturligt hjemme i Mellemøsten (Iran), Tyrkiet og Kaukasus (Armenien og Aserbajdsjan). Alle steder er træet knyttet til lysåbne voksesteder på varm og tør, veldrænet bund. I Noravankdalen, som ligger ca. 75 km sydøst for Yerevan, Armenien, findes skove med stor diversitet. Her vokser arten sammen med bl.a. abrikos, ahorn, almindelig figen, almindelig pære, valnød, armensk eg, dunbirk, fuglekirsebær, granatæble, havtorn, hvid morbær, hvid poppel, hvidpil, kaukasisk nældetræ, kvæde, mandel, navr, nordmannsgran, orientalsk bøg, parykbusk, pære (flere arter), smalbladet sølvblad, sort poppel, spidsløn, tatarisk løn og weichseltræ

## Anvendelse
Pilebladet pære er meget tørketålende, og desuden har arten et usædvanligt, gråt løv. Sammen med en meget rig blomstring har det medført, at træet ofte bliver brugt i havepartier med den grå farve som tema.

## Galleri
|  |  |  |  |

## Note
1. ↑  Firma Bruns: Sortimentskatalog 2004/5, se artikel om Pyrus salicifolia (tysk)
2. ↑  Eleonora Gabrielyan: Noravank Canyon Flora Arkiveret 18. februar 2015 hos  Wayback Machine – en meget kortfattet oversigt over denne biotops flora (engelsk)